# TypeScript
TypeScript — мова програмування, представлена Microsoft восени 2012; позиціонується як засіб розробки вебзастосунків, що розширює можливості JavaScript. 
Розробником мови TypeScript є Андерс Гейлсберг (англ. Anders Hejlsberg), який створив раніше C#, Turbo Pascal і Delphi. 
Код експериментального компілятора, котрий транслює код TypeScript у представлення JavaScript, поширюється під ліцензією Apache, розробка ведеться в публічному репозиторії через сервіс CodePlex. Специфікації мови відкриті і опубліковані в межах угоди Open Web Foundation Specification Agreement (OWFa 1.0). 
TypeScript є зворотньо сумісним із JavaScript. Фактично, після компіляції програму на TypeScript можна виконувати в будь-якому сучасному браузері або використовувати спільно із серверною платформою Node.js.

## Нововведення
Переваги над JavaScript:
- можливість явного визначення типів (статична типізація),
- підтримка використання повноцінних класів (як у традиційних об'єктно-орієнтованих мовах),
- підтримка підключення модулів.

За задумом ці нововведення мають підвищити швидкість розробки, прочитність, рефакторинг і повторне використання коду, здійснювати пошук помилок на етапі розробки та компіляції, а також швидкодію програм.[джерело?]
Планується, що в силу повної зворотної сумісності адаптація наявних застосунків на нову мову програмування може відбуватися поетапно, через поступове визначення типів. Підтримка динамічної типізації зберігається — компілятор TypeScript успішно обробить і не модифікований код на JavaScript.
Основний принцип мови — будь-який код на JavaScript сумісний з TypeScript, тобто в програмах на TypeScript можна використовувати стандартні JavaScript-бібліотеки і раніше створені напрацювання. Ба більше, можна залишити наявні JavaScript-проєкти в незмінному вигляді, а дані про типізації розмістити у вигляді анотацій, які можна помістити в окремі файли, які не заважатимуть розробці і прямому використанню проєкту (наприклад, подібний підхід зручний при розробці JavaScript-бібліотек).
На момент релізу представлені файли для сприйняття розширеного синтаксису TypeScript для Vim і Emacs, а також плагін для Microsoft Visual Studio. 
Одночасно з виходом специфікації розробники підготували файли з деклараціями статичних типів для деяких популярних JavaScript-бібліотек, серед яких jQuery.

## Особливості мови

### Визначення типів
Приклад статичної типізації TypeScript під час визначення функції:
```
function
 
add
(
left
:
 
number
,
 
right
:
 
number
)
:
 
number
 
{

	
return
 
left
 
+
 
right
;

}

```

Примітивні типи, що можуть використовуватися при анотації — це number, boolean і string (числовий, булевий і рядковий, відповідно).

## Виноски
1. ↑  Release . Microsoft/TypeScript. TypeScript.
2. ↑  The typescript Open Source Project on Open Hub: Languages Page — 2006.
3. ↑  Microsoft takes the wraps off TypeScript, a superset of JavaScript
4. ↑  TypeScript: JavaScript Development at Application Scale
5. ↑  Microsoft TypeScript: Can the father of C# save us from the tyranny of JavaScript?
6. 1 2  Microsoft Augments Javascript for Large-scale Development. Архів оригіналу за 17 грудня 2013. Процитовано 7 жовтня 2012. [Архівовано 2013-12-17 у Wayback Machine.]
7. ↑  Microsoft анонсировала новый язык веб-программирования TypeScript. Архів оригіналу за 31 травня 2017. Процитовано 7 жовтня 2012.
8. ↑  opennet.ru: Компания Microsoft представила TypeScript, новую открытую альтернативу JavaScript
9. ↑  Open Web Foundation Final Specification Agreement (OWFa 1.0). Архів оригіналу за 10 жовтня 2020. Процитовано 7 жовтня 2012.